# Реутов, Леонид Алексеевич
Леонид Алексеевич Реутов (1942—2002) — советский и российский киноактёр.

## Биография
Родился 11 апреля 1942 года в Москве.
В 1967 году окончил актёрский факультет ВГИК и стал актёром киностудии имени М. Горького.

Начал карьеру в кино с больших ролей (в фильмах «Утренние поезда», «Верьте мне, люди», «Ваш сын и брат»), но затем снимался в эпизодах.
Умер 31 марта 2002 года в Москве. 
Похоронен на Кузьминском кладбище.

## Личная жизнь
Был женат на актрисе Ларисе Виккел, с которой позже развёлся. В браке родилась дочь Олеся.

## Фильмография
1. 1963 — Утренние поезда — Толик
2. 1964 — Верьте мне, люди — Павел Стешнёв, мелкий вор-сумочник (Пашка-Рыба)
3. 1965 — Ваш сын и брат — Максим Воеводин
4. 1965 — Петух — Чары Мурадов, молодой инженер и талантливый боксёр
5. 1966 — Серая болезнь
6. 1967 — Комиссар — начальник штаба
7. 1967 — Разбудите Мухина! — студент на лекции
8. 1967 — Хроника пикирующего бомбардировщика — Пастухов
9. 1968 — Угрюм-река — эпизод (в титрах указан как А. Реутов)
10. 1968 — Это было в разведке — Рахимов
11. 1969 — Песнь о Маншук
12. 1970 — Хуторок в степи
13. 1971 — Долги наши — поклонник Тони в меховой кепке
14. 1971 — Если ты мужчина…
15. 1973 — Юнга Северного флота — капитан-лейтенант
16. 1974 — Контрабанда — Тюля Саша, радист, одноклассник Звонарёва
17. 1975 — Между ночью и днём / Zwischen Nacht und Tag (ГДР) — Володя
18. 1980 — Юность Петра — стрелец Никита Гладкий
19. 1980 — В начале славных дел — стрелец Никита Гладкий
20. 1983 — Нежный возраст — эпизод
21. 1986 — Голова Горгоны
22. 1987 — Сильнее всех иных велений — эпизод
23. 1988 — На помощь, братцы! — эпизод
24. 1990 — Война на западном направлении
25. 1992 — Генерал — Суровкин